# Glissandra
A Glissandra kétostorú sikló egysejtű nemzetség. A CRuMs monotipikus Glissandrida csoportja Glissandridae kládjának egyetlen tagja. 3 ismert faja van: típusfaja a Glissandra innuerende, rajta kívül a Glissandra similis és a Glissandra oviformis ismertek.

## Történet
A Glissandrát és típusfaját, a G. innuerendét 1996-ban írták le Patterson és Simpson. A G. similist 2006-ban írta le Lee, míg a G. oviformist 2025-ben írták le Yazaki  et al. A Glissandra innuerende volt az első faj, mely két rögzített ostorral siklik.

### Rendszertani kérdések
Thomas Cavalier-Smith és Ema Chao 2006-ban bár a Cercozoa valószínű nemzetségének tartották, azt is lehetségesnek tartották, hogy a Bigyra része. Kolodziej és Stoeck 2007-ben szintén lehetséges heterotróf sárgásmoszatok nemzetségeként írták le, melyről ekkor nem volt molekuláris vagy ultraszerkezeti adat. Ezzel szemben Howe  et al. 2011-ben a Tremulida lehetséges nemzetségeként írták le morfológia és viselkedés alapján.
Cavalier-Smith 2012-es rendszertanában a Skiomonadeába sorolta.
Adl  et al. 2019-es rendszertanában CRuMs incertae sedisként szerepelt. A CRuMs kládban a helyét Yazaki  et al. 2025-ös kutatása erősítette meg, ők írták le a Glissandrida rendet és a Glissandridae családot, melyek egyetlen nemzetségeként írták le.

## Filogenetika
Bár az SSU rDNS-alapú filogenetika nem volt képes a G. oviformis helyzetét meghatározni, egy 340 génen alapuló filogenomikai elemzés egyértelműen kimutatta, hogy a G. oviformis a többi Glissandra-faj rokona.

## Morfológia
Sejtmembrán alatti pellikulával és az axonéma központi párja körüli belső nyúlvánnyal rendelkezik több más CRuMs-fajhoz hasonlóan. A sejttest ovális vagy ovoid, hossza 3,7–6,5, szélessége 2,4–5,3 μm. Két ostora közel egyenlő hosszú, hosszuk a sejttestének 2,5–4-szerese, és longitudinálisan helyezkednek el a sejt ventrális oldala elülső vége közelében lévő nyílásban. A sejtek siklanak, ostoraik nagy része a szubsztráthoz rögzül. Sikláskor az elülső ostor előre nyúlik, vége leválik a szubsztrátról, és elölről hátramozdul. Az elülső ostor hátranyúlik, és a szubsztráthoz teljesen kapcsolódik.
Állábai nem ismertek.
Sejtplazmájában számos szemcse van.

## Élőhely
Tengerben, torkolatokban és hipersós vízben él. Megtalálható többek közt sztromatolitokon és azokhoz közeli üledéken is.

## Fordítás
Ez a szócikk részben vagy egészben  a   Glissandra című angol Wikipédia-szócikk ezen változatának fordításán alapul.  Az eredeti cikk szerkesztőit annak laptörténete sorolja fel. Ez a jelzés csupán a megfogalmazás eredetét és a szerzői jogokat jelzi, nem szolgál a cikkben szereplő információk forrásmegjelöléseként.